# Crosmières
Crosmières település Franciaországban, Sarthe megyében. Lakosainak száma 993 fő (2022. január 1.). Crosmières Le Bailleul, Villaines-sous-Malicorne, Durtal, La Chapelle-d’Aligné, La Flèche és Bazouges Cré sur Loir községekkel határos.

## Népesség
A település népességének változása:
| Lakosok száma | 1030 | 1045 | 1068 | 1044 | 1044 | 1044 | 1039 | 1012 | 993  |
|               | 2013 | 2015 | 2016 | 2017 | 2018 | 2019 | 2020 | 2021 | 2022 |